# Марков, Борис Семёнович
Бори́с Семёнович Ма́рков (7 марта 1924, дер. Ходяково, Чувашская АО — 25 марта 1977, Москва) — чувашский советский актёр, оперный режиссёр, педагог, общественный деятель, заслуженный артист Чувашской АССР (1953), Народный артист Чувашской АССР (1961), Заслуженный деятель искусств РСФСР (1967), Народный артист РСФСР (1974), лауреат Государственной премии имени К. В. Иванова. Депутат Верховного Совета СССР (1962—1966).

## Биография
Детские и юношеские годы провёл в деревне Ходяково Аликовского района Чувашской АССР.
Окончил Таутовскую школу, затем — Чебоксарский педагогический техникум; преподавал в родной школе.
На фронтах Великой Отечественной войны воевал в артиллерии.
Учился в Чувашской студии ГИТИСа под руководством М. М. Тарханова.
В 1947-1954 годах исполнял главные роли в спектаклях на сцене Чувашского академического театра имени К. В. Иванова.
В 1959 году окончил ГИТИС по специальности «Музыкальный режиссёр». Был приглашён на должность главного режиссёра Чувашского музыкального театра (в составе музыкально-драматического театра), открыл студии вокала и балета.
За вклад в искусство в 1961 году Борис Семёнович удостоен звания народного артиста Чувашской АССР.
Одновременно в 1967—1972 годах ставил спектакли в Большом театре СССР и на сцене Кремлёвского дворца съездов; читал лекции в ГИТИСе (доцент).
С 1966 года — начальник управления оперных театров России в Министерстве культуры РСФСР, член коллегии Министерства.
Избирался депутатом Совета Национальностей (от Чувашской АССР) Верховного Совета СССР 6-го созыва (1962—1966); членом Чувашского обкома и Чебоксарского городского комитета КПСС.
Член Советского комитета защиты мира.
Умер 25 марта 1977 года в Москве. Похоронен на мемориальном кладбище города Чебоксары.

## Семья
- Родители:
  - отец — Марков Семен Алексеевич (1891—?), в 1931 году осуждён за неуплату продналога (обвинение: постановление ЦИК и СНК СССР от 1 февраля 1930 года «О мероприятиях по укреплению социалистического переустройства сельского хозяйства в районах сплошной коллективизации и по борьбе с кулачеством») и отправлен с семьёй на спецпоселение в Архангельскую область[4], впоследствии — председатель колхоза «Новый путь», «Почётный колхозник» (1971);
  - мать — Анна Петровна[5].
- родные:
  - старшая сестра — Канюкова Александра Семёновна, филолог, кандидат филологических наук. Александра (род. 21.2.1919), кандидат филологических наук; замужем за литературоведом Владимиром Канюковым (1926—1983), лауреатом Государственной премии им. К. В. Иванова.
  - младший брат — Марков Анатолий Семенович (род 15 февраля 1930) — физик-педагог; ректор Чувашского государственного педагогического института (1963—1983), профессор Чувашского государственного университета (с 1983 года), председатель Верховного Совета ЧАССР (1971-75).
  - сестра — Филиппова (Маркова) Дарья Семёновна, кандидат педагогических наук, доцент, работала заведующей кафедрой в Чувашгоспединституте.
  - брат — Марков Аркадий Семёнович, кандидат экономических наук, доцент Московского институте торговли.
- Жена — Маркова Мария Герасимовна (25.07.1922-23.05.1999 г)
  - Дочь — Маркова Екатерина Борисовна (17.12.1956-18.04.2016 г)

## Творчество
Автор книг «Рождение музыкального театра Чувашии», «Мой театр»; более 40 статей по искусству.

### Актёр
Чувашский академический драматический театр имени К. Иванова
- 1947 «Горе от ума» А. С. Грибоедова — Фамусов
- 1948 «Ревизор» Н. В. Гоголя — Городничий
- 1950 «Свадьба с приданым» Н. М. Дьяконова — Курочкин

### Режиссёр
Чувашский государственный музыкальный драматический театр
- май 1960 — «Шывармань» (Водяная мельница) Ф. С. Васильева (первая чувашская опера)
- 1961 «Евгений Онегин» П. И. Чайковского
- 1962 «Хамăръял» (Земляки) Ф. С. Васильева
- 1963 «Прерванный вальс» А. В. Асламаса
- 1963 «Сердце поэта» А. В. Асламаса
- 1964 «Сильва» И. Кальмана
- 1967 «Нарспи» Г. Я. Хирбю
- 1972 «Кармен» Ж. Бизе
- «Чапаев» Б. Мокроусова (первая постановка оперы в России)

## Награды и признание
- Заслуженный артист Чувашской АССР (1953);
- Народный артист Чувашской АССР (1961)
 ;
- Заслуженный деятель искусств РСФСР (1967);
- Государственная премия Чувашской АССР им. К. В. Иванова (1969);
- Народный артист РСФСР (1974);
- орден «Знак Почёта» — за неустанный и плодотворный вклад в развитие искусства.

## Память[6]
Имя Б. С. Маркова носят:
- Таутовская школа Аликовского района (2010);
- улица в Чебоксарах[7].